# Townsendia podexargenteus
Townsendia podexargenteus là một loài ruồi trong họ Asilidae. Townsendia podexargenteus được Enderlein miêu tả năm 1914. Loài này phân bố ở vùng Tân nhiệt đới.